# Eugeniusz Kaszyński
Eugeniusz Gedymin Kaszyński ps. „Zygmunt”, „Nurt”, „Mur” (ur. 22 sierpnia 1909 w Łodzi, zm. 24 marca 1976 w Londynie) – major rezerwy piechoty Wojska Polskiego, cichociemny, zastępca dowódcy i dowódca Zgrupowań Partyzanckich AK „Ponury”, dowódca I batalionu i ostatni dowódca 2 pułku piechoty Legionów AK.
W Kielcach powstał mural upamiętniający „Nurta”

## Życiorys

### Młodość i udział w kampanii wrześniowej
W latach 1928–1931 uczeń II Państwowego Liceum i Gimnazjum im. I Prezydenta RP Gabriela Narutowicza w Łodzi, przy ul. Ogrodowej 26 (obecnie przy ul. Nowej 11/13), gdzie też zdał maturę. Następnie wstąpił do Szkoły Podchorążych Rezerwy Piechoty nr 2 w Biedrusku pod Poznaniem, którą ukończył we wrześniu 1932 i otrzymał przydział w rezerwie do 31 pułku Strzelców Kaniowskich w Łodzi. Na stopień podporucznika został mianowany ze starszeństwem z 1 stycznia 1935 i 2801. lokatą w korpusie oficerów rezerwy piechoty. W 1937 został członkiem Związku Strzeleckiego. Był instruktorem Przysposobienia Wojskowego i Wychowania Fizycznego. 1 kwietnia 1938 został ponownie powołany do wojska jako oficer kontraktowy w 49 pułku piechoty Strzelców Huculskich w Kołomyi. Wkrótce został komendantem hufca PW i WF w Horodence. Brał udział w wojnie obronnej 1939 r. w ramach batalionu Obrony Narodowej „Stryj” w Grupie Operacyjnej „Stryj” pod dowództwem gen. Stefana Dembińskiego.

### Polskie Siły Zbrojne na Zachodzie
Po przejściu granicy polsko-węgierskiej 19 września 1939, został internowany w obozie na Węgrzech. Już jesienią przedostał się do Francji, gdzie przydzielono go jako dowódcę plutonu piechoty do 8 pułku piechoty. W jej składzie walczył w czerwcu 1940 w kampanii francuskiej. Po upadku Francji ewakuował się do Wielkiej Brytanii. Tam wstąpił do 4 Brygady Kadrowej Strzelców, a następnie 1 Samodzielnej Brygady Spadochronowej pod dowództwem płk. Stanisława Sosabowskiego. Po przejściu kursu spadochronowego został instruktorem w ośrodku spadochronowym w Ringway koło Manchesteru, gdzie szkolono cichociemnych. W końcu sam się zgłosił na cichociemnego i przeszedł wszystkie wymagane kursy przygotowawcze. 24 sierpnia 1942 zaprzysiężono go na rotę przysięgi Armii Krajowej.

Por. „Nurt” Eugeniusz Kaszyński wita „Ks. Robaka” Mariana Majewskiego przed polową mszą św. na Wykusie 12 września 1943 roku. Obok z papierosem por. „Habdank” Jerzy Stefanowski. Partyzanci w tle nie rozpoznani. Zdjęcie: Tadeusz Rylski

### Konspiracja w Górach Świętokrzyskich
W nocy z 1 na 2 października 1942 został zrzucony do Polski w ramach operacji „Chisel”. Do końca listopada przebywał w Warszawie, gdzie otrzymał przydział do Komendy Okręgu Radomsko-Kieleckiego AK. Od 1 grudnia 1942 do kwietnia 1943 pełnił funkcję oficera technicznego Związku Odwetu i jednocześnie inspektora dywersji Kedywu Komendy Okręgu. Był wówczas odpowiedzialny za organizowanie patroli dywersyjnych na szlakach komunikacyjnych i szkolenie żołnierzy. Po przybyciu Jana Piwnika ps. „Ponury”, który miał zadanie sformowania oddziału partyzanckiego, został jego zastępcą oraz komendantem Zgrupowania nr 1 w ramach Świętokrzyskich Zgrupowań AK (latem 1943). Jego oddział, liczący ok. 215 ludzi, składał się z trzech plutonów: ppor. E. Domoradzkiego ps. „Grot”, chor. T. Wagi ps. „Szort” i wachm. T. Wójcika ps. „Tarzan”. Baza operacyjna znajdowała się na wzgórzu Wykus, a teren działania obejmował obszar Gór Świętokrzyskich w rejonie Łysicy i Samsonowa. Po pierwszej obławie niemieckiej na partyzantów 28 października oddział Kaszyńskiego przeniósł się w okolice Pasma Jeleniowskiego. W zimie, w okresie rozformowania zgrupowań, dowodził skadrowanym oddziałem i pełnił pieczę nad czasowo zdemobilizowanymi żołnierzami. Po odejściu „Ponurego” z powodu zatargu z Komendą Okręgu objął 2 stycznia 1944 dowództwo nad całością Zgrupowań Świętokrzyskich AK. Z rozkazu płk. Emila Fieldorfa „Nila” został wówczas zlikwidowany po przesłuchaniu przez „Nurta” agent niemiecki ppor. Jerzy Wojnowski ps. „Motor”, oficer Zgrupowań, wyrok wykonał chor. „Szort”. Pod koniec 1944 r. zgrupowania zostały rozformowane.

### Akcja Burza i końcowy okres konspiracji
2 stycznia 1944 objął dowództwo Zgrupowań Partyzanckich AK „Ponury.” W ramach przygotowań do akcji „Burza” zgrupowania zostały przemianowane na Oddział Partyzancki 2 pułku piechoty Legionów AK. 3 maja 1944 awansował na kapitana. W lipcu 1944 oddział został ponownie przemianowany na I batalion 2 pp Leg. AK. Przy batalionie powstała specgrupa produkująca pistolety maszynowe „KIS” własnej konstrukcji oraz miny przeciwpiechotne. Na czele I/2 pp Leg. AK przeszedł cały szlak bojowy pułku od Ostrowca Świętokrzyskiego poprzez Staszów, Opatów, Dziebałtów aż po okolice Przysuchy, gdzie przeprowadzono koncentrację oddziałów Korpusu AK „Jodła” w celu marszu na pomoc powstaniu warszawskiemu. Po odwołaniu marszu na Warszawę, z 2 Dywizją Piechoty AK przeszedł na południe od Końskich, a następnie w kierunku Kielc i wreszcie Włoszczowy. 8 października 1944 rozkazem Komendanta Okręgu AK „Jodła” mianowany dowódcą 2 pułku piechoty Legionów AK. Dowodzenie sprawował faktycznie do 12 października, gdy rozwiązano w okręgu związki taktyczne na poziomie pułku. Powrócił do swego batalionu. 29-30 października 1944 w rejonie wsi Chotów – Oleszno odparł atak niemieckiej obławy. Zmuszony został do odwrotu i ciągłego kluczenia przed Niemcami. 14 listopada 1944 rozformował batalion w rejonie Świniej Góry. Do rozwiązania Armii Krajowej melinował w okolicy Włoszczowy. 18 stycznia 1945 awansował na majora ze starszeństwem z dniem 1 stycznia 1945. Wkroczenie na Kielecczyznę Armii Czerwonej uniemożliwiło ponowną mobilizację oddziałów.

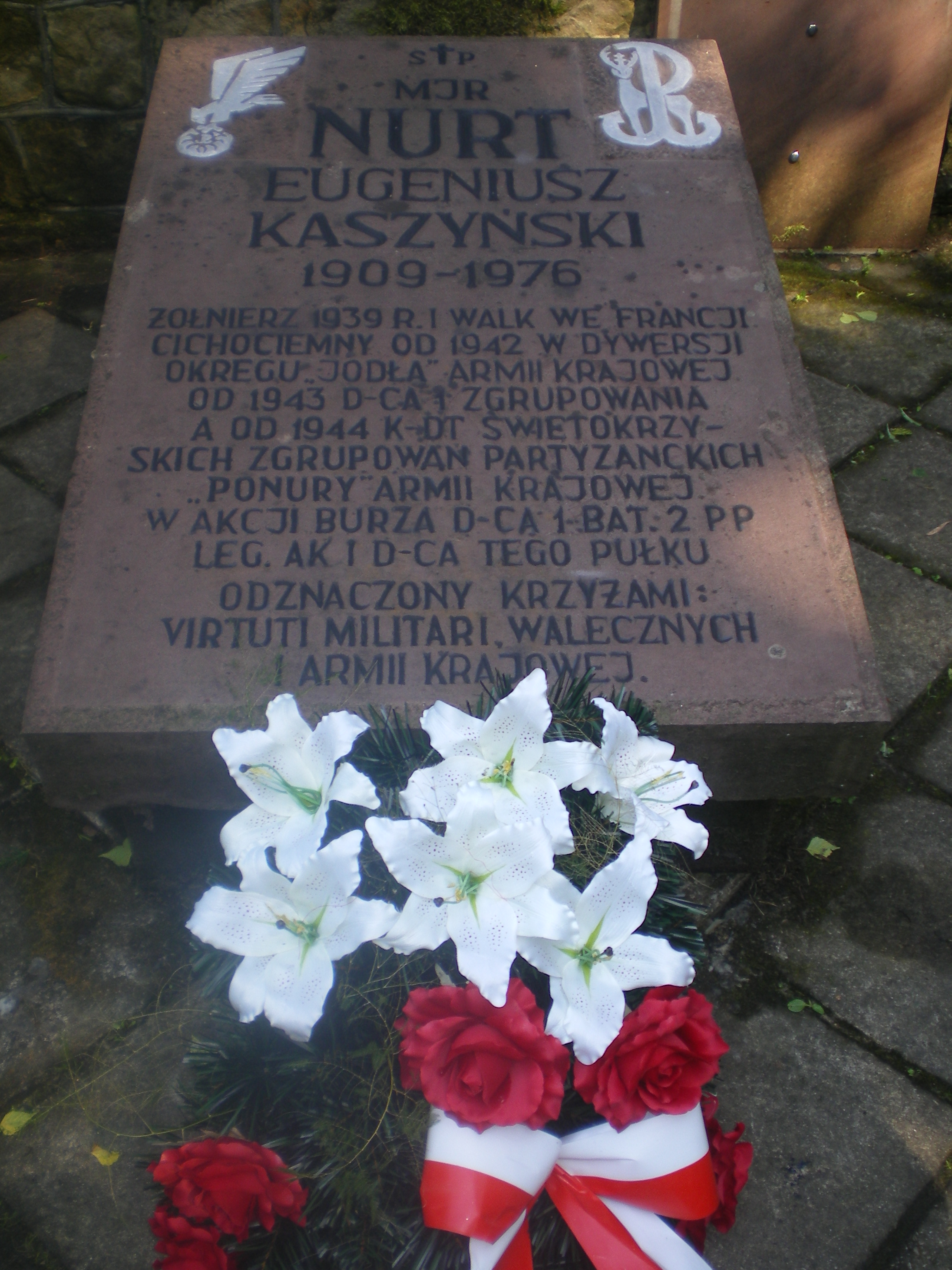
Nagrobek Eugeniusza Kaszyńskiego „Nurta” znajdujący się przy kapliczce na Wykusie

### Lata powojenne
Wyjechał do Warszawy, a następnie do Krakowa. Nielegalnie przedostał się przez granicę i poprzez Czechosłowację dotarł do Niemiec Zachodnich, gdzie stacjonowała wtedy jego macierzysta jednostka 1 Samodzielna Brygada Spadochronowa. Wraz z nią powrócił w 8 października 1946 do Wielkiej Brytanii. Zamieszkał w Londynie, gdzie do śmierci ciężko pracował fizycznie lub przebywał w szpitalach. Chorował na schizofrenię. Zmarł w samotności 24 marca 1976. Zgodnie z jego wolą prochy zostały sprowadzone do Polski i złożone przy kapliczce na Wykusie 11 czerwca 1994.
Za swoje zasługi Eugeniusz Kaszyński odznaczony został Orderem Virtuti Militari V klasy, dwukrotnie Krzyżem Walecznych, trzykrotnie Medalem Wojska oraz Srebrnym Krzyżem Zasługi z Mieczami.

## Upamiętnienie
Jego imieniem nazwano ulicę w łódzkiej dzielnicy Widzew. W dniu 12 listopada 2013 w budynku jego łódzkiej szkoły średniej (II LO im. prez. G. Narutowicza; dziś przy ul. Nowej 11/13) została umieszczona tablica Jego pamięci. Odsłonił ją były podwładny mjr „Nurta” – Tadeusz Barański ps. „Tatar”. Jego imię nosi 10 Świętokrzyska Brygada Obrony Terytorialnej.

### Publikacje
- Borzobohaty Wojciech, „Jodła”. Okręg radomsko-kielecki ZWZ-AK 1939-1945. Wyd II poprawione i rozszerzone, PAX, Warszawa 1988.
- Chlebowski Cezary, Cztery z tysiąca. Wyd II poprawione i uzupełnione. Warszawa 1983.
- Chlebowski Cezary, Pozdrówcie Góry Świętokrzyskie: reportaż historyczny. Wyd. 7, Wyd. Adam Marszałek, Toruń 2006, ss. 526. ISBN 83-7441-440-5, ISBN 978-83-7441-440-1
- Dokumenty do dziejów Zgrupowań Partyzanckich AK „Ponury”, wstęp, wybór i oprac. Marek Jedynak, Kielce–Kraków 2014.
- Jedynak Marek, „Kapliczka na Wykusie. Wokół powstania Środowiska Świętokrzyskich Zgrupowań Partyzanckich AK "Ponury"-"Nurt", wyd. II uzupełnione, Kielce 2009.
- Jedynak Marek, "Robotowcy 1943. Monografia II Zgrupowania Zgrupowań Partyzanckich AK "Ponury", Końskie 2007.
- Jedynak Marek, Niezależni kombatanci w PRL. Środowisko Świętokrzyskich Zgrupowań Partyzanckich Armii Krajowej „Ponury”–„Nurt” (1957–1989), Kielce–Kraków 2014.
- Königsberg Wojciech, Droga "Ponurego". Rys biograficzny majora Jana Piwnika. Wyd. Światowy Związek Żołnierzy Armii Krajowej, Oficyna Wydawnicza Rytm, Warszawa 2011, ss. 360. ISBN 978-83-7399-475-1
- Königsberg Wojciech, Droga "Ponurego". Rys biograficzny majora Jana Piwnika. Wyd. II zmienione, Wyd. Światowy Związek Żołnierzy Armii Krajowej, Oficyna Wydawnicza Rytm, Warszawa 2014, ss. 360. ISBN 978-83-7399-594-9
- Pawelcowie Henryk i Zbigniewa, "Na rozkaz serca", Kielce 2005.
- Rachtan-Halny Zdzisław, Nurt major Eugeniusz Kaszyński 1909-1976. Wyd. RYTM, Warszawa 2008.
- Ryszard Rybka, Kamil Stepan: Awanse oficerskie w Wojsku Polskim 1935-1939. Kraków: Fundacja Centrum Dokumentacji Czynu Niepodległościowego, 2003. ISBN 83-7188-691-8.
- Świderski Marian, Wśród lasów, wertepów. Warszawa 1983; wyd. II poprawione, Bodzentyn 2010.
- Tucholski Jędrzej, Cichociemni. Wyd. II uzupełnione. PAX, Warszawa 1988.
- Witebski Zdzisław (oprac. zbiorowe), Ponury, Nurt, ich żołnierze. Świętokrzyskie Zgrupowania Partyzanckie Armii Krajowej 1943-1945. Warszawa 1988.

### Artykuły
- Kałach Maciej, Major „Nurt” upamiętniony w II LO „Polska. Dziennik Łódzki”, 13 XI 2013 nr 264, s. 5.
- Kaszyński Eugeniusz, Byle do zmroku [w:] Drogi cichociemnych. Wyd. Bellona, Warszawa 2008, s. 459-469.
- Kaszyński Eugeniusz, Gwiazda na Baranowskiej Górze [w:] Drogi cichociemnych. Wyd. Bellona, Warszawa 2008, s. 221-226.
- Kaszyński Eugeniusz, Partyzancki pogrzeb [w:] Drogi cichociemnych. Wyd. Bellona, Warszawa 2008, s. 226-231.